# 独巨島
独巨島 （トッコ＝ド、朝: 독거도）は、朝鮮半島南西沖にある島（北緯34度15分11秒 東経126度10分46秒 / 北緯34.25306度 東経126.17944度）。大韓民国全羅南道珍島郡鳥島面に属する。

## 概要
独巨島は、朝鮮半島南西端付近にある珍島のさらに南西沖にある島嶼のひとつである。下鳥島付近に散在する島嶼（鳥島群島）の中では、最も東に位置している。島の北西にある瑟島（スル＝ト、슬도）、竹項島（チュカン＝ド、죽항도）、西方にやや離れた位置にある青藤島（チョンドゥン＝ド、청등도）、観梅島などとともに独巨群島を構成している。引き潮の際には、南にある灘項島（タナン＝ド、탄항도）と陸続きとなる。面積は、1.69平方キロメートル。
島は、人里から離れた辺鄙な島という意味で「独孤島」（トッコ＝ド、독고도）と呼ばれていたが、のちに転じて「独巨島」（トッコ＝ド、독거도）になったという。島の最高地点は高さ178メートルの独巨山（トッコ＝サン、독거산）である。島の全域が多島海海上国立公園に指定されている。